# Spliced and Iced
Spliced and Iced è un cortometraggio muto del 1917 prodotto dalla Essanay di Chicago. Il nome del regista non viene riportato nei credit.
Settimo episodio della terza serie di comiche a un rullo The Mishaps of Musty Suffer.

## Produzione
Il film fu prodotto dalla Essanay Film Manufacturing Company.

## Distribuzione
Distribuito dalla K-E-S-E Service, il film - un cortometraggio di una bobina - uscì nelle sale cinematografiche USA il 13 maggio 1917.